# Umeki Webb
Umeki Lashawn Webb (Dallas, 26 giugno 1975) è un'ex cestista statunitense, professionista nella WNBA.

## Carriera
È stata selezionata dalle Phoenix Mercury al terzo giro del Draft WNBA 1997 (24ª scelta assoluta).
Con gli Stati Uniti ha disputato i Giochi panamericani di Winnipeg 1999.